# Dan Bordeianu (politician)
Dan Bordeianu (n. 9 mai 1967) este un fost politician român ales deputat în județul Vaslui în legislatura 2008-2012 și 2012-2016 pe listele PNL.

## Controverse
Pe 6 august 2015 Parchetul de pe lângă Înalta Curte de Casație și Justiție l-a trimis în judecată pe Dan Bordeianu pentru săvârșirea infracțiunilor de complicitate la abuz în serviciu și fals în înscrisuri sub semnătură privată. În acest dosar a fost trimisă în judecată și soția acestuia.
Pe 21 mai 2018 Înalta Curte de Casație și Justiție l-a condamnat definiv pe Dan Bordeianu la 2 ani și 8 luni de închisoare cu suspendare.
1. ↑  „biografie”.[nefuncțională]
2. ↑  „trimitere”.
3. ↑  „condamnare”.